# Pseudostegophilus haemomyzon
Pseudostegophilus haemomyzon är en fiskart som först beskrevs av Myers 1942.  Pseudostegophilus haemomyzon ingår i släktet Pseudostegophilus och familjen Trichomycteridae. IUCN kategoriserar arten globalt som livskraftig. Inga underarter finns listade i Catalogue of Life.